# Crevans-et-la-Chapelle-lès-Granges
 Crevans-et-la-Chapelle-lès-Granges  es una población y comuna francesa, situada en la región de Franco Condado, departamento de Alto Saona, en el distrito de Lure y cantón de Villersexel.

## Demografía
| 163 | 165 | 163 | 214 | 257 | 236 |
| Para los censos de 1962 a 1999 la población legal corresponde a la población sin duplicidades (Fuente: INSEE [Consultar]) |     |     |     |     |     |